# A Bachelor's Love Affair
A Bachelor's Love Affair è un cortometraggio muto del 1909. Il nome del regista non viene riportato nei credit.

## Produzione
Il film fu prodotto dalla Essanay Film Manufacturing Company.

## Distribuzione
Il film - un cortometraggio di una bobina - uscì nelle sale cinematografiche USA il 3 novembre 1909.